# Atletica leggera ai Giochi della XXVII Olimpiade - Maratona maschile

Video della gara

La maratona ha fatto parte del programma di atletica leggera maschile ai Giochi della XXVII Olimpiade. La competizione si è svolta il 1º ottobre 2000 nella città di Sydney, con arrivo nello Stadio olimpico.

## Presenze ed assenze dei campioni in carica
| Competizione      | Atleta            | Prestazione | Sydney 2000 |
| ----------------- | ----------------- | ----------- | ----------- |
| Olimpiadi 1996    | Josia Thugwane    | 2h12'36”    | Presente    |
| Commonwealth 1998 | Thabiso Moqhali   | 2h19'15”    | Presente    |
| Europei 1998      | Stefano Baldini   | 2h12'01”    | Presente    |
| Asiatici 1998     | Lee Bong-ju       | 2h12'32”    | Presente    |
| Panamericani 1999 | Vanderlei de Lima | 2h17'20”    | Presente    |
| Mondiali 1999     | Abel Antón        | 2h13'36”    | Presente    |

## La gara
Tiyapo Maso del Botswana è il primo ad andare in fuga riuscendo ad accumulare, ai 10 km, un minuto e 24 secondi di vantaggio prima di essere ripreso al 25º km. Al 35º km si stacca un terzetto formato Gezahegne Abera, Tesfaye Tola ed Erick Wainaina, poco dopo Tolla cede e Wainaina va in fuga solitaria, ma al 39º km comincia la rimonta di Abera che agguanta il keniota e lo batte di soli 20 secondi.
Il bicampione del mondo Abel Antón arriva solo 53°, staccato di quasi 14 minuti. Per la prima volta nella storia olimpica, i primi tre posti sono di atleti africani. Eric Wainaina, il migliore dei kenioti al traguardo, era già salito sul terzo gradino del podio ad Atlanta 1996.
All'età di 22 anni, Abera diventa il più giovane maratoneta nella storia ad aver vinto l'oro olimpico.

## Ordine d'arrivo
Sydney, domenica 1º ottobre; partenza ore 16:00.
| Pos.     | Atleta                    | Nazione                   | Tempo       | Note                                     |
| -------- | ------------------------- | ------------------------- | ----------- | ---------------------------------------- |
|          | Gezahegne Abera           | Etiopia                   | 2 h 10' 11" |                                          |
|          | Erick Wainaina            | Kenya                     | 2 h 10' 31" |                                          |
|          | Tesfaye Tola              | Etiopia                   | 2 h 11' 10" | Miglior prestazione personale stagionale |
| 4        | Jon Brown                 | Gran Bretagna             | 2 h 11' 17" |                                          |
| 5        | Giacomo Leone             | Italia                    | 2 h 12' 14" | Miglior prestazione personale stagionale |
| 6        | Martín Fiz                | Spagna                    | 2 h 13' 06" |                                          |
| 7        | Abdelkader El Mouaziz     | Marocco                   | 2 h 12' 49" |                                          |
| 8        | Mohamed Ouaadi            | Francia                   | 2 h 14' 04" |                                          |
| 9        | Tendai Chimusasa          | Zimbabwe                  | 2 h 14' 19" |                                          |
| 10       | Steve Moneghetti          | Australia                 | 2 h 14' 50" |                                          |
| 11       | António Pinto             | Portogallo                | 2 h 15' 17" |                                          |
| 12       | Hendrick Ramaala          | Sudafrica                 | 2 h 16' 19" |                                          |
| 13       | Kamiel Maase              | Paesi Bassi               | 2 h 16' 24" |                                          |
| 14       | Silvio Guerra             | Ecuador                   | 2 h 16' 27" |                                          |
| 15       | Mathias Ntawulikura       | Ruanda                    | 2 h 16' 39" |                                          |
| 16       | Thabiso Moqhali           | Lesotho                   | 2 h 16' 43" |                                          |
| 17       | João N'Tyamba             | Angola                    | 2 h 16' 43" | Record nazionale                         |
| 18       | Domingos Castro           | Portogallo                | 2 h 16' 52" |                                          |
| 19       | Keith Cullen              | Gran Bretagna             | 2 h 16' 59" |                                          |
| 20       | Josia Thugwane            | Sudafrica                 | 2 h 16' 59" |                                          |
| 21       | Shinji Kawashima          | Giappone                  | 2 h 17' 21" |                                          |
| 22       | Simretu Alemayehu         | Etiopia                   | 2 h 17' 21" |                                          |
| 23       | Kamal Kohil               | Algeria                   | 2 h 17' 46" |                                          |
| 24       | Lee Bong-Ju               | Corea del Sud             | 2 h 17' 57" |                                          |
| 25       | Greg van Hest             | Paesi Bassi               | 2 h 18' 00" |                                          |
| 26       | Pavel Kokin               | Russia                    | 2 h 18' 02" |                                          |
| 27       | Andrés Espinosa           | Messico                   | 2 h 18' 02" |                                          |
| 28       | Roderic De Highden        | Australia                 | 2 h 18' 04" |                                          |
| 29       | Kim Jung-Won              | Corea del Nord            | 2 h 18' 04" |                                          |
| 30       | Kim Jong-chol             | Corea del Nord            | 2 h 18' 04" |                                          |
| 31       | Pamenos Ballantyne        | Saint Vincent e Grenadine | 2 h 19' 08" |                                          |
| 32       | Ronnie Holassie           | Trinidad e Tobago         | 2 h 19' 24" |                                          |
| 33       | Michael Buchleitner       | Austria                   | 2 h 19' 26" |                                          |
| 34       | Dmitriy Kapitonov         | Russia                    | 2 h 19' 38" |                                          |
| 35       | Pavel Loskutov            | Estonia                   | 2 h 19' 41" |                                          |
| 36       | Viktor Röthlin            | Svizzera                  | 2 h 20' 06" |                                          |
| 37       | Michael Fietz             | Germania                  | 2 h 20' 09" |                                          |
| 38       | Tahar Mansouri            | Tunisia                   | 2 h 20' 33" | Miglior prestazione personale stagionale |
| 39       | José Luis Molina          | Costa Rica                | 2 h 20' 37" |                                          |
| 40       | Carlos Tarazona           | Venezuela                 | 2 h 20' 39" |                                          |
| 41       | Nobuyuki Sato             | Giappone                  | 2 h 20' 52" | Miglior prestazione personale stagionale |
| 42       | Alberto Juzdado           | Spagna                    | 2 h 21' 18" |                                          |
| 43       | Johannes Maremane         | Sudafrica                 | 2 h 21' 25" |                                          |
| 44       | Bruce Deacon              | Canada                    | 2 h 21' 38" |                                          |
| 45       | Chung Nam-Kyun            | Corea del Sud             | 2 h 22' 23" |                                          |
| 46       | Néstor García             | Uruguay                   | 2 h 22' 30" |                                          |
| 47       | Ahmed Abdelmougod Soliman | Egitto                    | 2 h 22' 47" |                                          |
| 48       | Luketz Swartbooi          | Namibia                   | 2 h 22' 55" |                                          |
| 49       | Antoni Bernadó            | Andorra                   | 2 h 23' 03" |                                          |
| 50       | Luís Novo                 | Portogallo                | 2 h 23' 04" |                                          |
| 51       | Lucky Bhembe              | eSwatini                  | 2 h 23' 08" | Miglior prestazione personale            |
| 52       | Boubker Elafoui           | Marocco                   | 2 h 23' 53" |                                          |
| 53       | Abel Antón                | Spagna                    | 2 h 24' 04" |                                          |
| 54       | Carsten Eich              | Germania                  | 2 h 24' 11" |                                          |
| 55       | Valeriu Vlas              | Moldavia                  | 2 h 24' 35" |                                          |
| 56       | Mark Steinle              | Gran Bretagna             | 2 h 24' 42" |                                          |
| 57       | Alex Malinga              | Uganda                    | 2 h 24' 53" |                                          |
| 58       | Oscar Cortínez            | Argentina                 | 2 h 25' 01" |                                          |
| 59       | Kil Jae-Son               | Corea del Nord            | 2 h 25' 13" |                                          |
| 60       | Petko Stefanov            | Bulgaria                  | 2 h 26' 24" |                                          |
| 61       | Zebedayo Bayo             | Tanzania                  | 2 h 26' 24" |                                          |
| 62       | Roman Kejžar              | Slovenia                  | 2 h 26' 38" |                                          |
| 63       | Panayiotis Haramis        | Grecia                    | 2 h 26' 55" |                                          |
| 64       | Benjamín Paredes          | Messico                   | 2 h 27' 17" |                                          |
| 65       | Baek Seung-Do             | Corea del Sud             | 2 h 28' 25" |                                          |
| 66       | Lee Troop                 | Australia                 | 2 h 29' 32" |                                          |
| 67       | António Zeferino          | Capo Verde                | 2 h 29' 46" |                                          |
| 68       | Sergey Zabavski           | Tagikistan                | 2 h 30' 29" |                                          |
| 69       | Rod DeHaven               | Stati Uniti               | 2 h 30' 46" |                                          |
| 70       | Nazirdin Akylbekov        | Kirghizistan              | 2 h 31' 26" |                                          |
| 71       | Calisto da Costa          | AOI                       | 2 h 33' 11" |                                          |
| 72       | Marco Ivan Condori        | Bolivia                   | 2 h 34' 11" |                                          |
| 73       | Sarath Prasanna Gamage    | Sri Lanka                 | 2 h 34' 39" |                                          |
| 74       | Gian Luigi Macina         | San Marino                | 2 h 35' 42" |                                          |
| 75       | Vanderlei Lima            | Brasile                   | 2 h 37' 08" |                                          |
| 76       | Željko Petrović           | Bosnia ed Erzegovina      | 2 h 38' 29" |                                          |
| 77       | Tiyapo Maso               | Botswana                  | 2 h 38' 53" |                                          |
| 78       | Ðuro Kodžo                | Bosnia ed Erzegovina      | 2 h 39' 14" |                                          |
| 79       | José Alejandro Semprún    | Venezuela                 | 3 h 00' 02" |                                          |
| 80       | To Rithya                 | Cambogia                  | 3 h 03' 56" |                                          |
| 81       | Elias Rodriguez           | Micronesia                | 3 h 09' 14" |                                          |
| Ritirati |                           |                           |             |                                          |
| —        | Takayuki Inubushi         | Giappone                  | Rit.        |                                          |
| —        | Kenneth Cheruiyot         | Kenya                     | Rit.        |                                          |
| —        | Willy Kalombo Mwenze      | RD del Congo              | Rit.        |                                          |
| —        | Abdellah Béhar            | Francia                   | Rit.        |                                          |
| —        | Stefano Baldini           | Italia                    | Rit.        |                                          |
| —        | Elijah Lagat              | Kenya                     | Rit.        |                                          |
| —        | Piotr Gładki              | Polonia                   | Rit.        |                                          |
| —        | Patrick Ndayisenga        | Burundi                   | Rit.        |                                          |
| —        | José Alirio Carrasco      | Colombia                  | Rit.        |                                          |
| —        | Angelo Peter Simon        | Tanzania                  | Rit.        |                                          |
| —        | Róbert Štefko             | Slovacchia                | Rit.        |                                          |
| —        | Osmiro Silva              | Brasile                   | Rit.        |                                          |
| —        | Rashid Jamal              | Qatar                     | Rit.        |                                          |
| —        | Adel Edeli                | Libia                     | Rit.        |                                          |
| —        | Éder Fialho               | Brasile                   | Rit.        |                                          |
| —        | Vincenzo Modica           | Italia                    | Rit.        |                                          |
| —        | Daher Gadid Omar          | Gibuti                    | Rit.        |                                          |
| —        | Richard Rodriguez         | Aruba                     | Rit.        |                                          |
| —        | Fokasi Wilbrod            | Tanzania                  | Rit.        |                                          |